# Glomstein
Glomstein är en tätort i Færders kommun i Vestfold fylke i sydöstra Norge. Orten ligger vid fylkesväg 308, på den västra delen av ön Nøtterøy.
Tidigare har orten tillhört dåvarande Nøtterøy kommun.